# Saint-Sauveur, Haute-Saône
Saint-Sauveur là một xã ở tỉnh Haute-Saône trong vùng Bourgogne-Franche-Comté phía đông nước Pháp.